# 新大平下駅

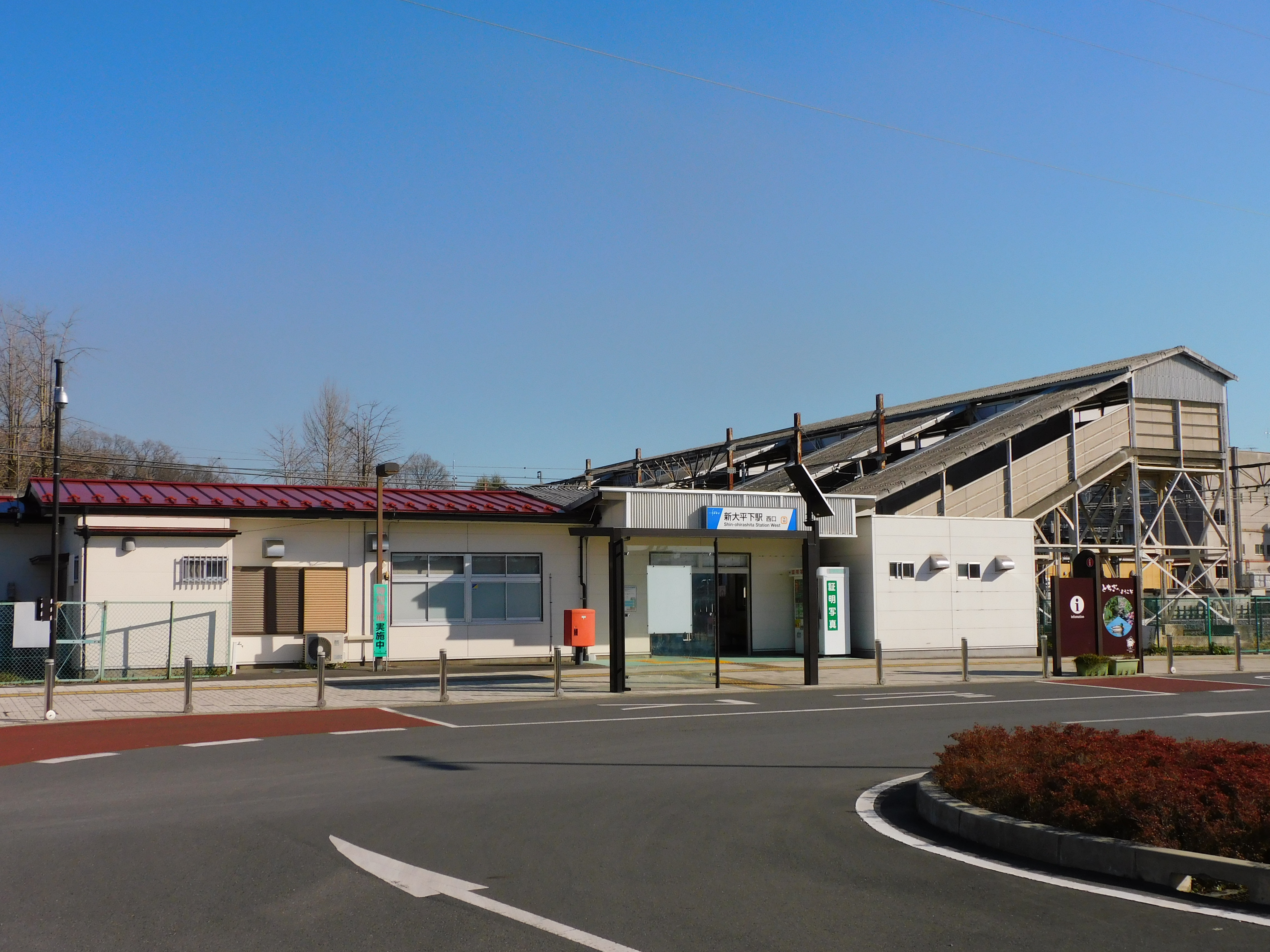
西口（2024年3月）

新大平下駅（しんおおひらしたえき）は、栃木県栃木市大平町富田にある東武鉄道日光線の駅である。駅番号はTN 10。

## 歴史
- 1931年（昭和6年）11月1日 - 開業。当初は星宮神社（北緯36度20分44.5秒 東経139度42分21.5秒 / 北緯36.345694度 東経139.705972度）付近に設置予定であったが、地権者の同意が得られず、現在地となった[1]。駅に通じる道路は住民の私財投入により整備された[1]。

## 駅構造
島式ホーム2面4線を有する地上駅。東口・西口の双方に駅舎があり、各ホームとは跨線橋（階段のみ）により連絡している。PASMO対応自動改札機設置駅。駅員は西口のみ配置され、出札窓口が設置されている（駅員不在時間帯あり）。東口は終日無人となっている。
トイレは西口駅舎の改札内に男女別の水洗式トイレが設置されているが、多目的トイレは設置されていない。かつては東口跨線橋下に男女共用の汲み取り式トイレが、各ホーム東武日光方に男女別の汲取り式トイレが設置されていたが、いずれも撤去されたため現存しない（ホーム上のトイレ跡地には基礎が残されているが、東口のトイレ跡地は更地となっている）。
1970年頃まで日立製作所栃木工場に直接引き込まれていた貨物専用線の一部を再利用したごく短い留置線が4番線の外側（東口駅舎側）にあり、工事用機械などが留置される。

### のりば
| 番線 | 路線   | 方向 | 行先                                                                                   |
| ---- | ------ | ---- | -------------------------------------------------------------------------------------- |
| 1・2 | 日光線 | 下り | 新栃木・東武日光・ 鬼怒川線 鬼怒川温泉・ 宇都宮線 東武宇都宮方面                       |
| 3・4 | 日光線 | 上り | 南栗橋・東武動物公園・ 東武スカイツリーライン 北千住・とうきょうスカイツリー・浅草方面 |

- 上記の路線名は旅客案内上の名称（「東武スカイツリーライン」は愛称）で表記している。
- 2･3番線が本線、1･4番線が待避線である。
- 一部の普通と上り区間急行は、当駅で特急の通過待ちを行う。
- 下り新栃木寄りに上り線から下り線への片渡り線がある。非常時は上りホームから当駅で下り方面への折返しも可能である。1988年（昭和63年）10月ダイヤ改正以前は、当時の日立製作所栃木工場の通勤利用が多かったことから、宇都宮線から直通する当駅折返しの列車が設定されていた。
- 2017年4月21日のダイヤ改正で、当駅から東武動物公園・北千住・浅草方面を乗換なしで結ぶ列車が消滅した。そのため、当駅 - 東武動物公園駅・東武スカイツリーラインおよび半蔵門線・日比谷線方面を行き来する場合は、必ず南栗橋駅で乗り換えとなる。

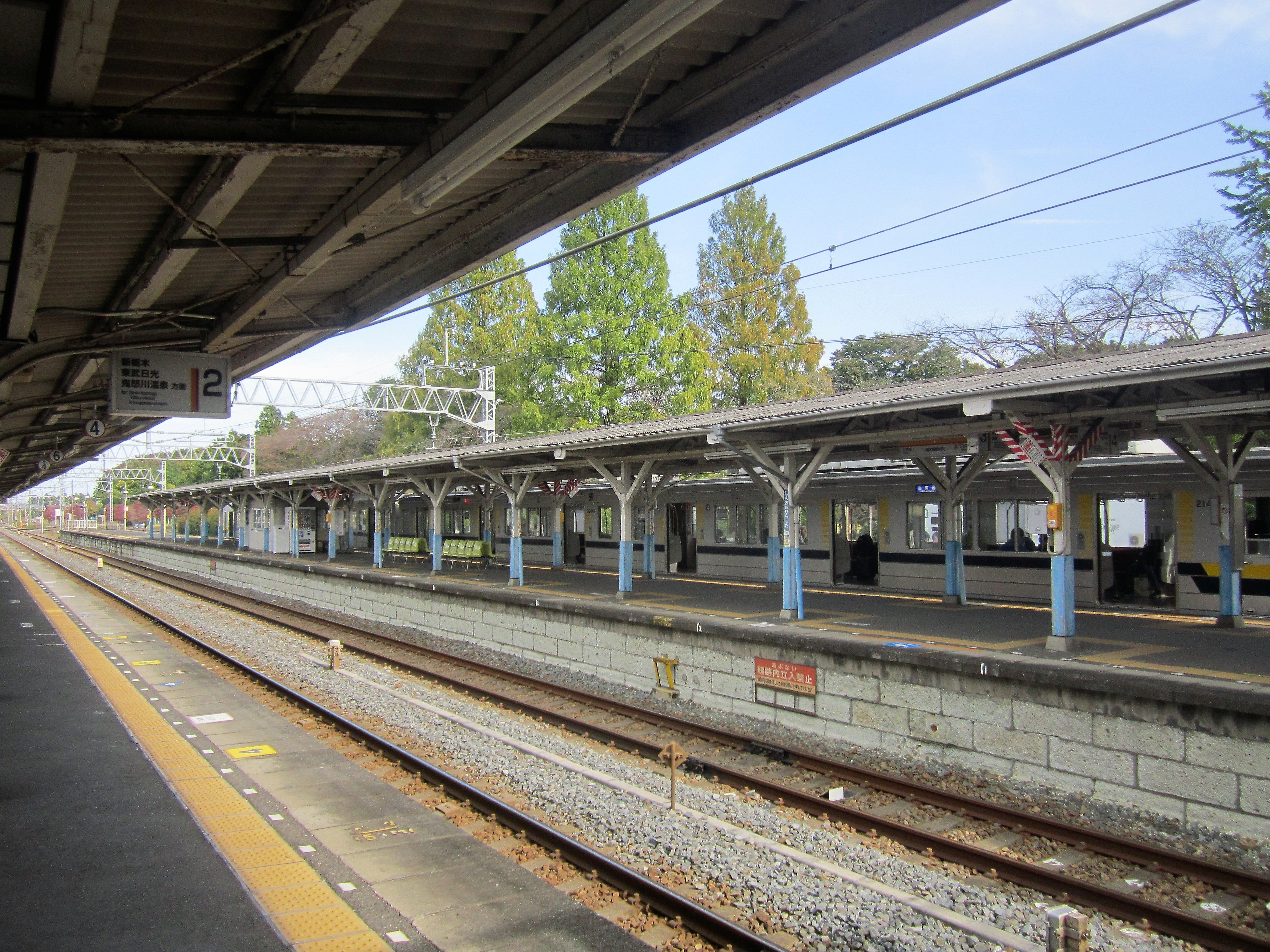
構内（2020年11月）

## 利用状況
開業当初は利用者の少ない駅であったが、駅前に日立製作所栃木工場ができたことで利用者が増加した。これにより快速列車が停車するようになり、通勤の利便性から大平町がベッドタウン化する契機となった。2024年度の1日平均乗降人員は2,405人である。朝夕の通勤時間帯は日立グローバルライフソリューションズ栃木事業所への通勤客による利用が多い。
近年の1日平均乗降人員の推移は下表の通り。
| 年度               | 1日平均 乗降人員 | 出典       |
| ------------------ | ---------------- | ---------- |
| 1932年（昭和07年） | 145              | [ 3 ]      |
|                    |                  |            |
| 1974年（昭和49年） | 5,422            | [ 4 ]      |
| 1975年（昭和50年） | 5,150            | [ 4 ]      |
| 1976年（昭和51年） | 4,910            | [ 4 ]      |
| 1977年（昭和52年） | 5,066            | [ 4 ]      |
| 1978年（昭和53年） | 5,158            | [ 4 ]      |
| 1979年（昭和54年） | 5,310            | [ 4 ]      |
|                    |                  |            |
| 1998年（平成10年） | 3,558            |            |
| 1999年（平成11年） | 3,397            |            |
| 2000年（平成12年） | 3,276            |            |
| 2001年（平成13年） | 3,100            |            |
| 2002年（平成14年） | 2,828            |            |
| 2003年（平成15年） | 2,720            |            |
| 2004年（平成16年） | 2,609            |            |
| 2005年（平成17年） | 2,545            |            |
| 2006年（平成18年） | 2,487            |            |
| 2007年（平成19年） | 2,464            |            |
| 2008年（平成20年） | 2,456            |            |
| 2009年（平成21年） | 2,363            |            |
| 2010年（平成22年） | 2,382            |            |
| 2011年（平成23年） | 2,335            |            |
| 2012年（平成24年） | 2,457            |            |
| 2013年（平成25年） | 2,560            |            |
| 2014年（平成26年） | 2,613            |            |
| 2015年（平成27年） | 2,738            |            |
| 2016年（平成28年） | 2,666            |            |
| 2017年（平成29年） | 2,669            |            |
| 2018年（平成30年） | 2,796            |            |
| 2019年（令和元年） | 2,722            |            |
| 2020年（令和02年） | 2,039            | [ 東武 3 ] |
| 2021年（令和03年） | 2,284            | [ 東武 4 ] |
| 2022年（令和04年） | 2,426            | [ 東武 5 ] |
| 2023年（令和05年） | 2,452            | [ 東武 6 ] |
| 2024年（令和06年） | 2,405            | [ 東武 1 ] |

## 駅周辺
- 栃木市役所 大平総合支所（旧・大平町役場）
- まちづくり交流センター プラッツおおひら
- 栃木市大平図書館
- 栃木市大平体育館
- 栃木市大平文化会館
- 栃木市大平公民館
- 大平運動公園
- 大平健康福祉センター ゆうゆうプラザ
- 大平西地区公民館
- 大平町ぶどう団地
  - かかしの里
- 栃木市おおひら歴史民俗資料館・郷土資料館
- 栃木市消防署大平分署（旧・栃木消防署大平分署）
- 栃木市立大平中学校
- 栃木市立大平中央小学校
- 大平郵便局
- 太平山
- 如意輪寺
- 大中寺
- 東日本旅客鉄道（JR東日本）両毛線 大平下駅
- 日立グローバルライフソリューションズ栃木事業所・日立ジョンソンコントロールズ空調栃木事業所 （旧・日立製作所栃木工場→日立アプライアンス栃木事業所）
- 栃木信用金庫 大平町支店

## バス路線
東口ロータリーに設置されている「東武新大平下駅・プラッツおおひら」停留所にて、ふれあいバスの路線が発着する。
- 藤岡線：栃木駅南口 / 間明田理容室前 / 道の駅かぞわたらせ ※平日運行 / 谷中湖 ※土日祝日運行
- 部屋線：栃木駅 / 藤岡駅 / 部屋南部桜づつみ公園

## 隣の駅
東武鉄道
 日光線
■急行
板倉東洋大前駅（TN 07） - 新大平下駅（TN 10） - 栃木駅（TN 11）
■普通
静和駅（TN 09） - 新大平下駅（TN 10） - 栃木駅（TN 11）